# Оролачка река
Оролачка река е река в Южна България, област Кюстендил, община Кюстендил и Област Перник, общини Радомир и Ковачевци, ляв приток на река Струма. Дължината ѝ е 21 km.
Оролачка река извира под името Маджарица на 1373 m н.в., на 1,5 km северно от връх Виден (1487 m), най-високата точка на Конявска планина. В горното си течение протича на север-североизток сред ниски и слабо залесени склонове на Конявска планина. След изтичането си от язовир „Извор“ напуска планината, навлиза в югозападната част на Радомирската котловина и завива на северозапад. В този си участък голяма част от коритото ѝ е коригирано с водозащитни диги. Влива се отляво в река Струма, на 601 м н.в., точно под стената на язовир „Пчелина“.
Площта на водосборния басейн на реката е 95 km2, което представлява 0,55% от водосборния басейн на река Струма. Реката отводнява част от северните склонове на Конявска планина и югозападната част на Радомирската котловина.
Основни притоци са Углярска река (десен) и Негомин (ляв).
Максималният отток на реката през март и минималният – септември.
По течението на реката в Област Перник са разположени 4 села:
- Община Радомир – Драгомирово, Дебели лаг;
- Община Ковачевци – Егълница, Калище;

Водите на реката в Радомирската котловина почти на 100% се използват за напояване, като за целта при изхода на реката от Конявска планина е изграден язовир „Извор“, който се използва и за регулиране на оттока на реката.
Почти по цялото течение на Оролачка река преминават два пътя от Държавната пътна мрежа и участък от трасето на жп линията София – Кюстендил – Гюешево.
- На протежение от 9,5 km между селата Драгомирово и Извор участък от първокласен път № 6 ГКПП „Гюешево“ – София – Сливен – Бургас;
- На протежение от 8,3 km между селата Извор и Лобош участък от третокласен път № 623 Дупница – Бобов дол – Земен – Трекляно;
- Част от трасето на жп линията София – Кюстендил – Гюешево в участъка от спирка Александър Димитров до село Лобош.

## Топографска карта
- Лист от карта K-34-58. Мащаб: 1 : 100 000.